# Lasconotus referendarius
Lasconotus referendarius là một loài bọ cánh cứng trong họ Zopheridae. Loài này được Zimmermann miêu tả khoa học năm 1869.